# Cazar (náutica)
En náutica, y referido a las velas, cazar es la operación o maniobra que, expresada por una de las frases, cazar la escota o cazar la vela (ambas indistintamente empleadas), consiste en tesar bien las escotas o escotines, y así hacer firmes tales cabos, para que queden las velas respectivas desplegadas y convenientemente presentadas u orientadas al viento.
Cuando se navega con tiempo bonancible se pueden cazar a la par ambos puños de las velas de cruz, pero cuando ha de efectuarse dicha maniobra soplando viento duro y navegando de bolina (navegar barloventeando), si es una vela baja la que se ha de cazar, se empieza por amurar su puño de barlovento, para luego cazar el de sotavento. Si es una vela alta o gavia han de bracearse las vergas en siete cuartas, ha de cazarse el escotín de sotavento, arriando con cuidado el chafaldete y los brioles y después ha de hacerse lo mismo a barlovento, izando luego la verga hasta que las relingas de caída queden bien tensas.